# Franz Salomon Wyss

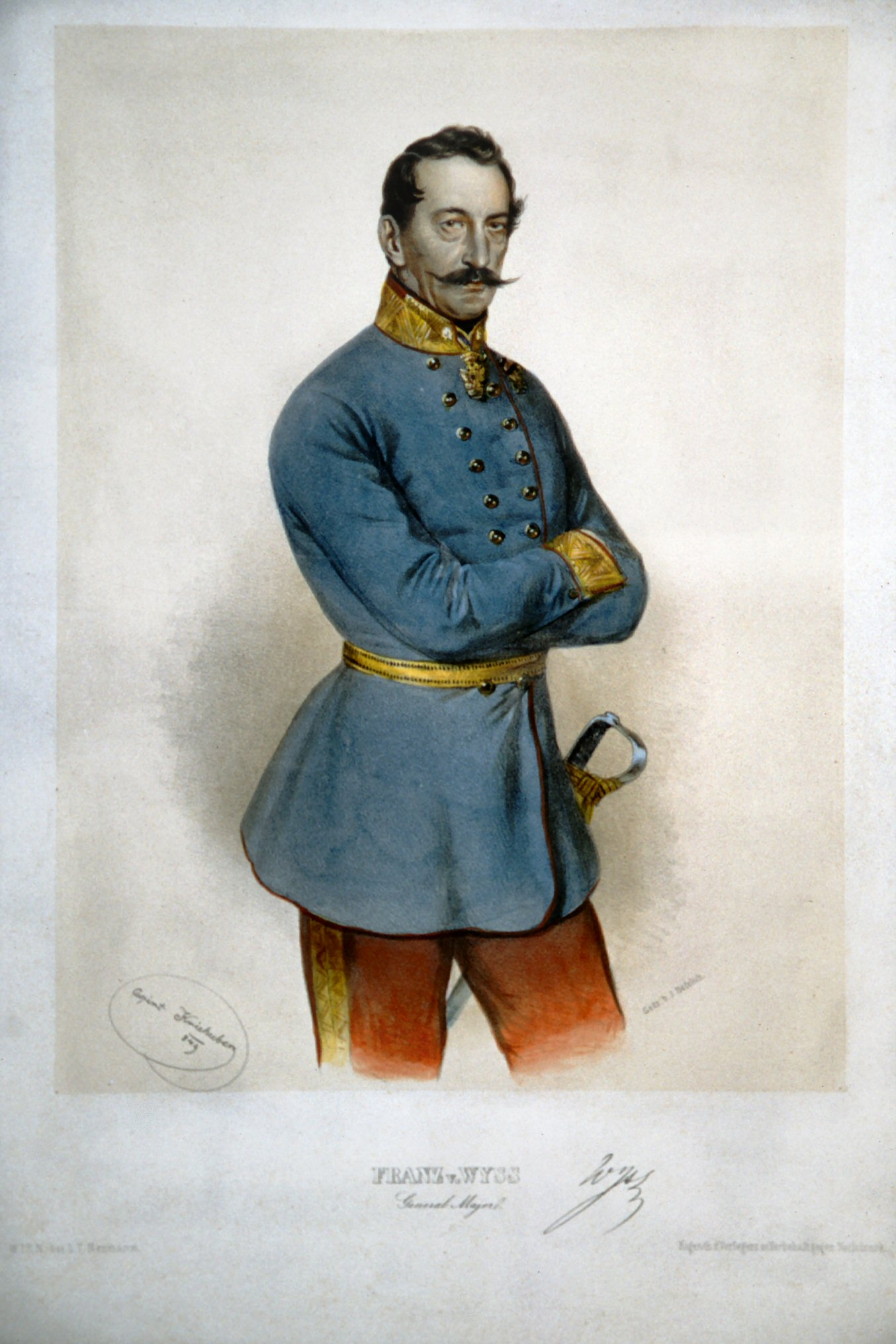
Franz von Wyss, Lithographie von Josef Kriehuber

Franz Salomon Wyss (auch: von Wyß, getauft am 19. April 1796 in Bern; † 13. Juni 1849 bei Csorna (Österreich, heute Ungarn)) war eine Schweizer Militärperson bzw. Österreichischer Generalmajor.

## Leben
Seine Eltern waren der Berner Lehenskommissär Franz Salomon Wyss, aus dem Geschlecht der Wyss mit der Lilie und dessen Ehefrau Margaretha Tschiffeli. Ab 1810 besuchte er die Ingenieurakademie in Wien. Er kam dann im Juni 1813 als Leutnant in das 1. Ulanen-Regiment (Graf Merveld), mit dem er an den Befreiungskriegen teilnahm. Die Feldzüge 1813 und 1814 machte er in Illyrien und Italien mit, so die Gefechte bei Feistritz und Krainburg, den Vorstoß nach Italien, die Gefechte bei Rozenigo, Bassano, San Marco und die Blockade von Palmanuova. Im Jahr 1814 wurde er zum Oberlieutenant ernannt. Im Sommerfeldzug von 1815 in Frankreich stand das Ulanen-Regiment einige Zeit in der nächsten Nähe von Paris. Nach dem Krieg wurde er von 1820 bis 1822 zu Vermessungsarbeiten herangezogen und 1827 zum Second-Rittmeister, 1831 zum Eskadronkommandanten befördert. Anschließend kam 1838 als Major in das 3. Ulanen-Regiment (Erzherzog Karl), 1840 wurde er Oberstleutnant, 1843 Oberst und Regimentskommandant. 
Mit dem Beginn des ersten Italienischen Unabhängigkeitskrieges kam er mit dem Feldzeugmeister Nugent nach Italien. Er erhielt das Kommando über eine Brigade und machte den Vorstoß über die Piave und den Isonzo gegen Verona mit. Er zeichnete sich 1848 in der Schlacht bei Custoza so aus, dass er daraufhin im August 1848 zum Generalmajor befördert wurde. Nach der Schlacht war er zunächst mit der Verfolgung beauftragt. Er besetzte Quaderni und als eine piemontesische Infanterie-Brigade auf der Straße vorbei zog, griff er an und konnte die Brigade zerstreuen und 45 Gefangenen machen. In der Nacht vom 31. Juli auf den 1. August rückte er mit seinem Streifcommando bis Crema vor und ließ mit einer halben Eskadron Husaren den Ort umgehen, um das rückwärtige Stadttor zu besetzen und zu schließen, während er selbst gegen das vordere rasch vordrang und zwei Geschütze gegen dasselbe aufführte. So machte er einen Offizier und 48 Mann gefangen, erbeutete 5 Pferde, 300 Gewehre, mehrere Trommeln und dreifarbige Fahnen.
Während des Wiener Oktoberaufstands von 1848 stand er unter dem Kommando des Feldmarschalls Fürst Alfred zu Windischgrätz und führte die Vorhut gegen die Aufständischen in Wien und eroberte die Leopoldstadt. Für die Erstürmung der Jägerzeile erhielt er den Orden der eisernen Krone 2. Klasse. 
Als die Ungarische Revolution ausbrach, wurde er nach Ungarn geschickt. Er erhielt mit seiner Brigade die Einteilung in die Division Csorich des zweiten Armeekorps des Feldmarschall-Leutnants Grafen Wrbna. Am 11. Januar 1849 stieß er bei Ipolyság mit seiner Brigade auf eine feindliche Vorhut, die er zurückwarf. Am 27. Februar 1849, dem zweiten Tag der Schlacht bei Kápolna, führte er persönlich das 2. Jäger-Bataillon und ein Bataillon Baden-Infanterie zum Sturm auf dieses Dorf über die Tarna vor. Er konnte das Dorf besetzen und trotz heftigem Artilleriefeuer halten. Nachdem der Feldzeugmeister Welden das Oberkommando übernommen hatte, erhielt Wyss eine detachierte Brigade im ersten Armeekorps des Feldmarschall-Leutnants Grafen Schlik. Am 1. Juni 1849 gelang es den Ungarn, den Oberst Freiherr Zeßner mit wichtigen Papieren gefangenzunehmen. Der General György Kmety beschloss daraufhin, die Brigade Wyss bei Csorna zu überfallen. Die Brigade konnte zunächst noch Widerstand leisten, aber um 8 Uhr morgens beschloss der General Wyss den Ausbruch in Richtung Beö-Sárkány. An der Spitze der Vorhut fiel der General von zwei Kugeln getroffen.